# Retablo de los santos Facundo y Primitivo (Catedral de Orense)
El retablo de los santos Facundo y Primitivo es una obra realizada por José González en 1720. Está ubicado en la Catedral de Orense (Galicia, España).

## Historia

### Deambulatorio
La construcción del deambulatorio de la seo, en cuyo extremo norte se encuentra el retablo, supuso la modificación del triple ábside original del testero, obra imprescindible para la yuxtaposición de esta área del templo. El principal cometido de dicha labor fue la instalación de una serie de capillas así como de ventanales en la sección superior para dotar de iluminación a este espacio, todo ello acorde a la traza de Simón de Monesterio, cuya muerte en 1624 supuso la paralización de las obras, las cuales serían retomadas en 1626 por los maestros Alonso Rodríguez, Gonzalo Baquero, Juan de Solaeza y Andrés Lorenzo, concluyendo entre 1630 y 1633 con Pedro Gómez de la Sierra y Rodrigo de la Hoz.: 43  Esta labor, además de variar por completo la primitiva planta de la catedral y de provocar la total e irreparable destrucción de la antigua cabecera (pérdida lamentada por Manuel Sánchez Arteaga), no buscó armonizar la arquitectura manierista con la románica original de los siglos xii y xiii.: 101  Inicialmente estaba proyectada la construcción en esta parte de un pequeño recinto circunvalado, destinado a atrio o claustro, que se iba a extender un poco más allá de la cabecera; este espacio recibía el nombre del santo patrón de la seo, San Martín, y en él fueron sepultados numerosos prebendados, varios de los cuales contaban con monumentos o sarcófagos, albergando el resto simples lápidas con inscripciones.: 102 
En el cabildo celebrado el 15 de junio de 1615 se acordó la construcción del deambulatorio, disponiéndose cédulas en todas las partes donde hubiese oficiales con el fin de que fuesen convocados para ajustar la obra. El 18 de mayo de 1618, ante el escribano Gregorio López de Cárdenas, se otorgó la escritura de contrato entre el cabildo y Monesterio, fijándose el precio en 7400 ducados. Las obras comenzaron en 1620, año en que fueron demolidas las capillas absidales menores, dedicadas la del norte a los santos Facundo y Primitivo (anteriormente al papa San Eleuterio) y la del sur a Santa Eufemia, la cual fungía como parroquia y fue en consecuencia trasladada a la Capilla de San Juan, si bien las reliquias de la mártir permanecieron en el sarcófago original, situado en el paramento exterior sur de la capilla mayor, frente a la sacristía, mientras que las reliquias de los santos Facundo y Primitivo se dejaron en los lucillos correspondientes: uno en lo alto del muro situado junto a la puerta lateral norte de la capilla mayor y el otro en el paramento exterior sur de la Capilla del Santo Cristo (los restos de los tres mártires serían trasladados el 23 de junio de 1720 a su emplazamiento actual por disposición del obispo Juan Muñoz de la Cueva).: 102  Cinco de las siete capillas del deambulatorio fueron levantadas siguiendo un mismo diseño, motivo por el que arquitectónicamente son idénticas y tan solo se diferencian en la decoración; las otras dos, ubicadas en los extremos y dedicadas respectivamente a San José (antes a la Anunciación) y a San Antonio, constituyen realmente arcosolios, motivo por el que son diferentes de las cinco capillas restantes además de poseer unas dimensiones mucho menores.

### Retablo

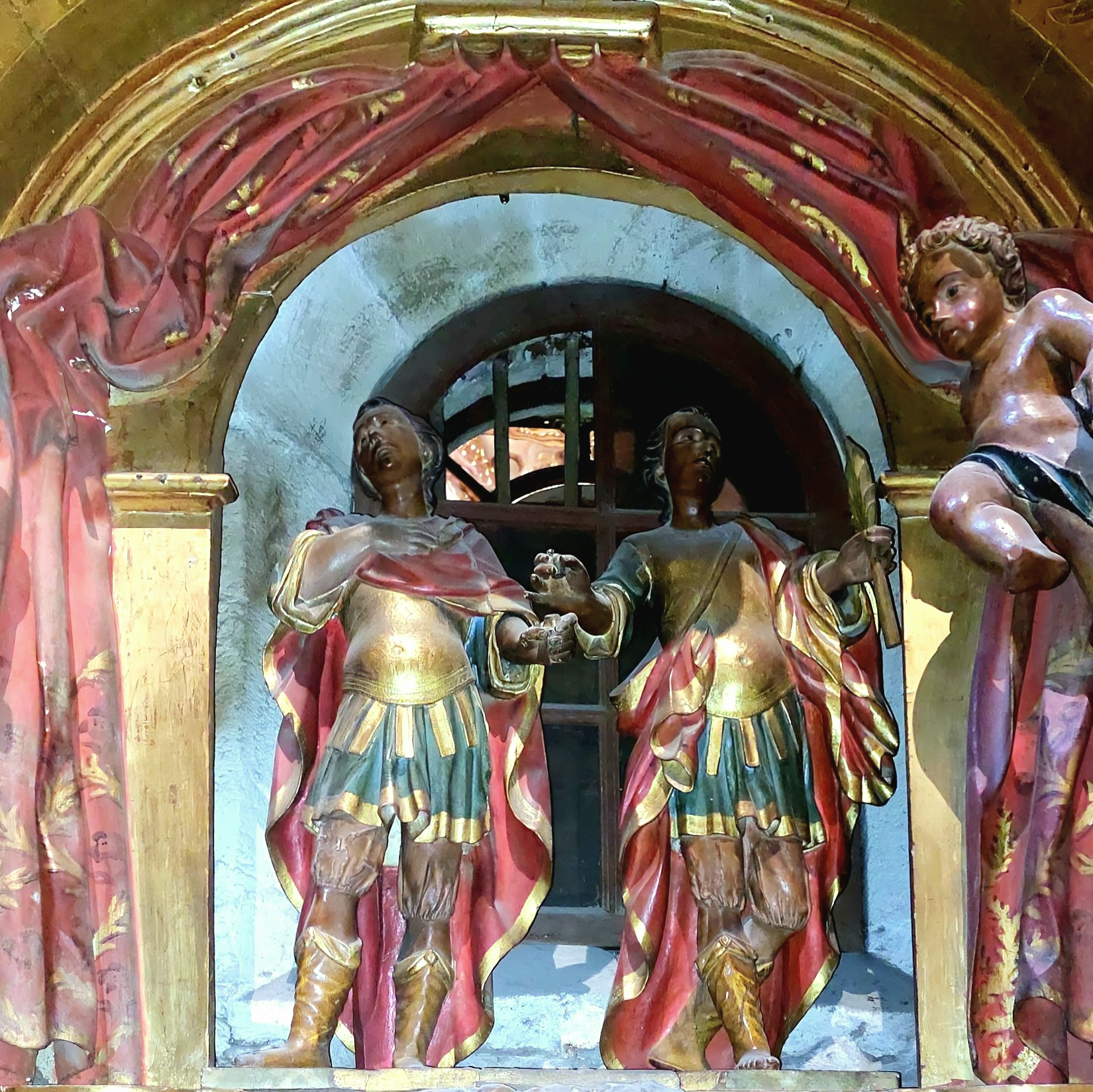
Transparente de la sección del deambulatorio.

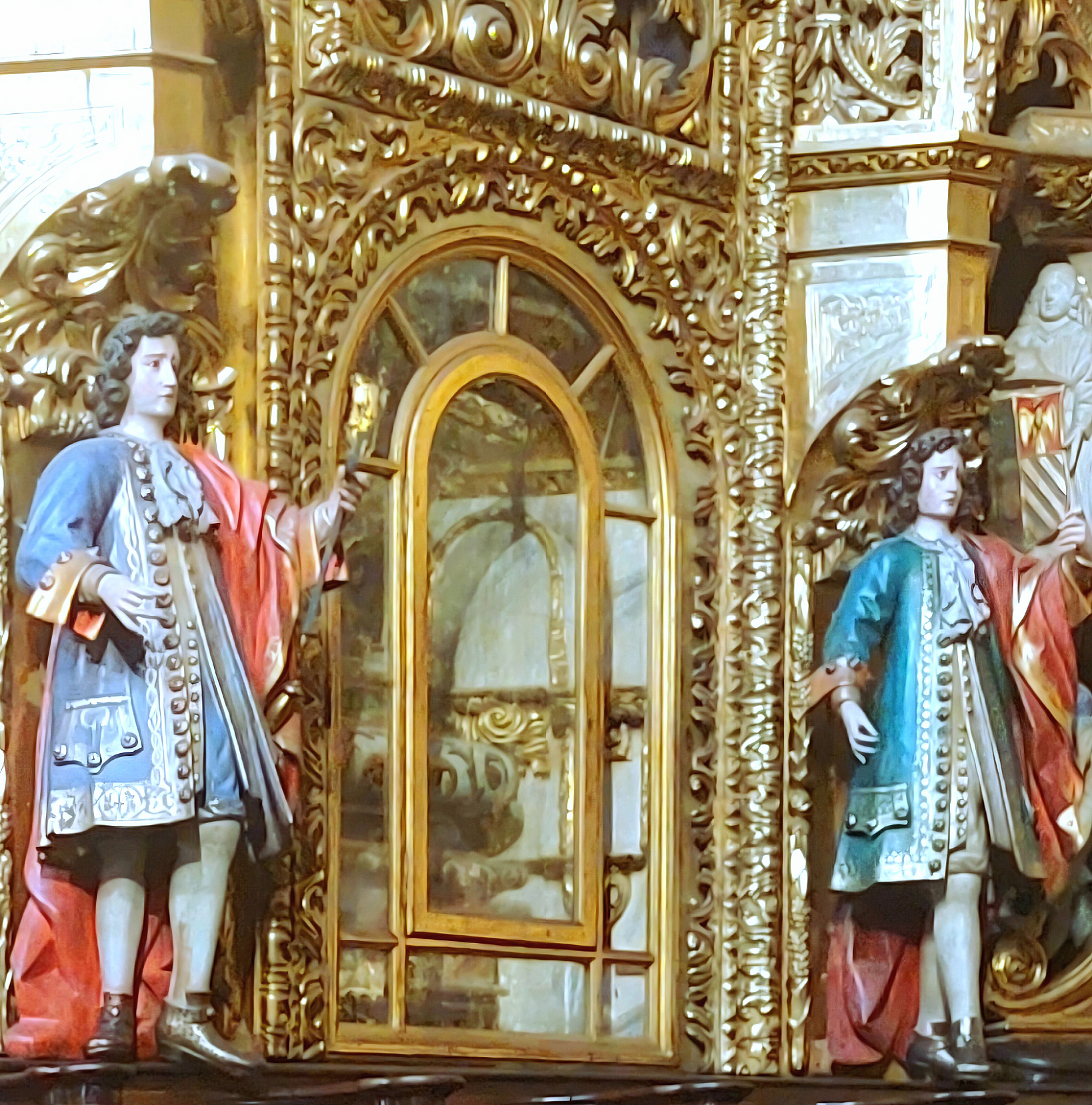
Transparente de la sección de la capilla mayor.

Para fechar el retablo resultan de vital importancia las cuentas de la fábrica de la catedral de comienzos del siglo xviii; las mismas fueron referenciadas en 1932 por José Couselo Bouzas con el fin de dejar patente la producción de Francisco de Castro Canseco en la seo orensana: «En las cuentas de Fábrica de la catedral de 1716 se consignan 7236 reales para cuenta de los dos retablos de la capilla mayor dedicados a los Santos Mártires; y en las de 1717-18, 4774, resto de los 12 000 en que fueron ajustados los retablos de San Facundo y Primitivo. En las de 1718-19 hay una data de 1300 reales por la hechura del altar de la Resurrección; y en la misma fecha aparece hecho el de Santa Eufemia».: 260  El retablo de los santos Facundo y Primitivo forma pareja con otro retablo dedicado a Santa Eufemia, el cual se halla en la cara sur del deambulatorio, ubicándose el de los santos Facundo y Primitivo en el lado opuesto, directamente frente a la Capilla de San José. Inicialmente se podría pensar que cuando Couselo menciona los dos retablos «dedicados a los Santos Mártires» se está refiriendo a estos dos; no obstante, Couselo indicó que los retablos estaban en la capilla mayor, de modo que las estructuras a las que estaría haciendo alusión serían realmente los dos retablos de idéntica advocación presentes a los lados del retablo mayor, unidos a los retablos ubicados en el deambulatorio a través de los muros de dicha capilla, donde en una oquedad se hallan sendas urnas con las reliquias de los tres mártires, tratándose tanto el retablo de los santos Facundo y Primitivo como el de Santa Eufemia en realidad de retablos relicario con dos partes visibles, una desde la capilla mayor y otra desde el deambulatorio. Sin embargo, el hecho de que Couselo hiciese referencia a los dos retablos de la capilla mayor como «dedicados a los Santos Mártires» sugiere también la posibilidad de que estuviese aludiendo solo al retablo de los santos Facundo y Primitivo, tanto a la sección de la capilla mayor como a la del deambulatorio, puesto que la suma de 7236 reales y 4774 reales da como resultado 12 010 reales, cifra que salvo por 10 reales se corresponde con la suma que, según Couselo, costaron «los retablos de San Facundo y Primitivo», lo que a su vez implicaría atribuir ambas estructuras a Canseco. No obstante, en 1972 Concepción Caramés González desmentiría las afirmaciones de Couselo al declarar que esos 12 000 reales (200 doblones de a dos escudos) correspondían exclusivamente a las secciones de la capilla mayor;: 175  este conflicto de opiniones plantea la incógnita de cuánto se pagó por las secciones del deambulatorio y al mismo tiempo genera la duda de quién pudo ser su autor, pues hay constancia de que las secciones de la capilla mayor fueron contratadas el 7 de octubre de 1716 entre Canseco y Andrés Arias de Canaval, abad de la Iglesia de Santa María de Hermisende,: 89 : 464  mientras que de las secciones del deambulatorio no se conserva la escritura contractual, aunque las afirmaciones de Couselo dejan entrever que las mismas podrían haber sido facturadas también por Canseco.
Durante gran parte del siglo xx la escasez de estudios al respecto y la ambigüedad de la información disponible generó cierta confusión;: 132  lo único que se sabía era que en los libros de fábrica, según Couselo, se indicaba el año 1716 como la data del pago a cuenta de 7236 reales en concepto de los dos retablos de la capilla mayor seguido de un pago de 4774 reales en el que Couselo daba a entender que estos retablos se correspondían únicamente con los de los santos Facundo y Primitivo, datos que más tarde entrarían en conflicto con la afirmación de Caramés de que estas dos cantidades correspondían exclusivamente a las secciones de la capilla mayor. Para más confusión, Couselo declaró que en las cuentas de 1718-1719 se indicaba que el retablo de santa Eufemia ya estaba terminado, si bien no especificó si se trataba de la sección de la capilla mayor, de la del deambulatorio o de ambas, aunque el hecho de mencionar esta obra de forma separada al retablo de los santos Facundo y Primitivo evidencia todavía más que Couselo atribuía ambos pagos a las dos secciones de esta última pieza. Sánchez Arteaga no fechó la sección del retablo de los santos Facundo y Primitivo correspondiente al deambulatorio en su registro sobre la catedral, aunque sí cometió el error de calificarla como de estilo churrigueresco cuando la misma hace gala de un marcado rococó,: 131  optando algunos estudiosos actuales por encuadrar tanto su factura como la del retablo de Santa Eufemia en una fecha indeterminada del siglo xviii,: 42  si bien en 1992 José Hervella Vázquez situó la hechura de este último con seguridad en 1720,: 89  opción más apropiada puesto que fue en ese año cuando se instaló la urna con las reliquias de la santa. Las dudas sobre la fecha y la autoría quedarían despejadas en 1993 gracias a Hervella, Ramón Yzquierdo Perrín y Miguel Ángel González García, quienes valiéndose de las cuentas de los años 1670-1721 declararon que las secciones del deambulatorio habían sido facturadas en 1720 por el maestro escultor y vecino de Orense José González, miembro del taller de Canseco. Cabe destacar además que la obra de ambas piezas fue acometida por expreso deseo del cabildo, quien, profundamente disgustado con los dos huecos a modo de retablo que se labraron tras la desaparición de los ábsides colaterales que en su momento acogieron las capillas dedicadas a los tres mártires, deseaba cubrir estos espacios al tiempo que embellecer el deambulatorio y permitir el culto y veneración de las reliquias mediante la comunicación de estos retablos con los colaterales de la capilla mayor.: 136, 197 
En lo que atañe al dorado y policromado, en principio se podría suponer que esta labor fue acometida por el pintor santiagués Pedro Fernández de Carballal, artífice del dorado y policromado de las secciones de la capilla mayor (incluyendo imágenes de bulto y relieves, todo ello dorado y estofado con colores finos) en virtud del contrato firmado en 1718 con el canónigo de la catedral Antonio de Amoeiro y Sotelo,: 464  siendo autor a su vez del dorado y policromado de al menos otros dos retablos facturados por Canseco para la seo: el retablo de San Miguel y el retablo de la Resurrección. Sin embargo, gracias al cabildo del 30 de agosto de 1720 se sabe que la autoría de la pintura corresponde a Juan Baptista:

Leyose memorial de Juan Baptista pintor de los retablos de fuera de Santa Eufemia, San Facundo y Primitivo en que representa se le añadió y mucho a la obra sobre lo ajustado por lo que pide se le dé satisfacción, y se acordó que los señores Deán, Cornejo, y Amoeiro hagan computo de lo que se le debe por lo que se le añadió a la obra y ajusten con él la forma que llevan entendido.: 301 

Por su parte, en el cabildo del 31 de agosto figura la cuantía que el pintor percibió por su trabajo:

Acordose habiendo oído a los señores nombrados para ver la obra de Juan Baptista que se le diesen 1200 reales por lo añadido a la obra y que se compartan los 2200 reales que faltan para satisfacer la obra principal y añadida entre los deudores a la fábrica.: 301 

No obstante, en lo que respecta al frontal del altar, tanto el del retablo de Santa Eufemia como el del retablo de los santos Facundo y Primitivo fueron pintados por José Carabacos en 1722 tal y como consta en el folio 452 del correspondiente libro de fábrica, pagándose por este trabajo la cifra de 480 reales.: 225 

## Descripción

### Sección del deambulatorio

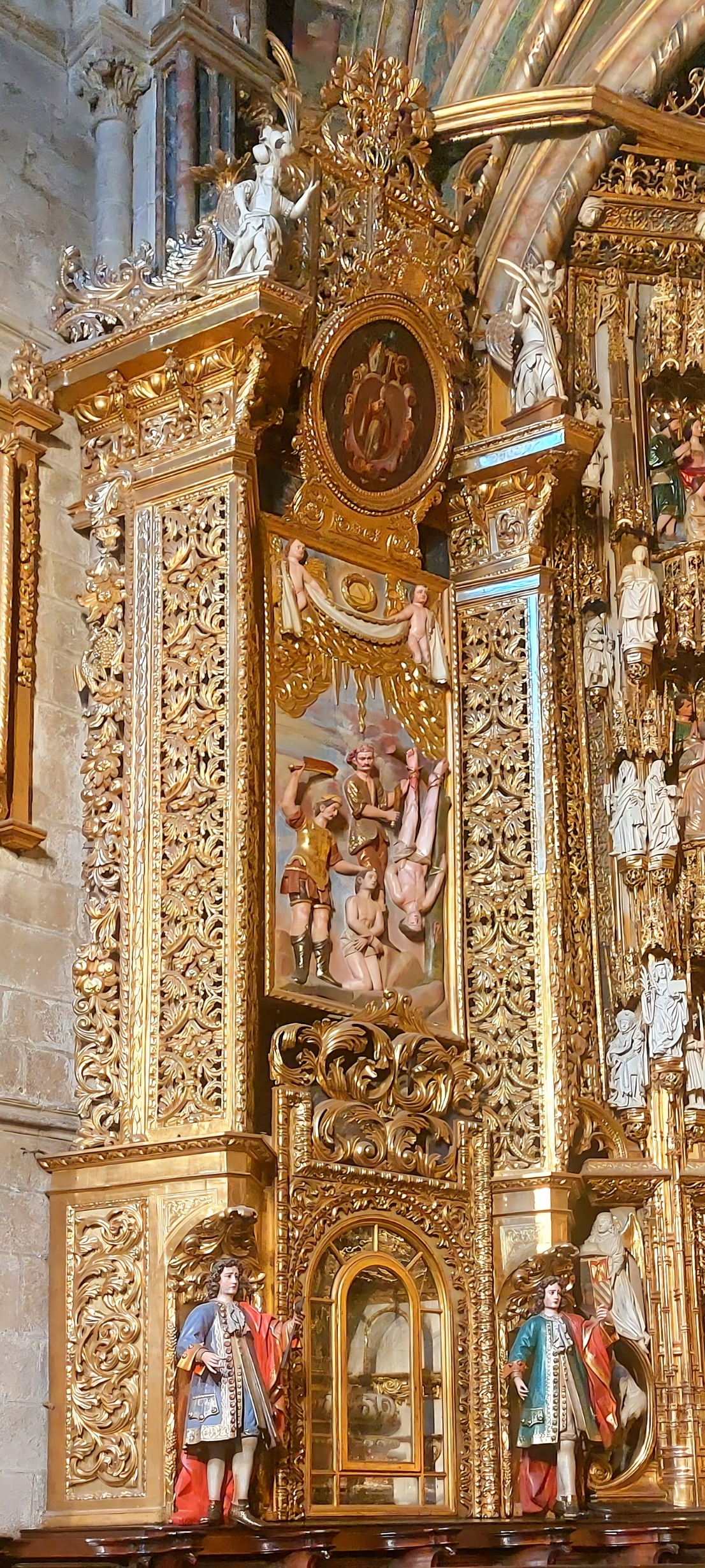
Sección de la capilla mayor.

La sección del retablo que da al deambulatorio, de estilo puramente rococó, se compone de un cuerpo con una sola calle, altar y ático. El cuerpo se halla enmarcado por dos pares de columnas abombadas a cada lado sustentadas sobre basas: las exteriores son de mayor tamaño y poseen decoración vegetal además de un anillo en el tercio inferior, mientras que las interiores, idénticas a las exteriores salvo por las dimensiones, se apoyan en netos decorados en el frontal con ménsulas. Estas columnas, coronadas por capiteles corintios con cimacios redondos y filetes, flanquean una hornacina de gran tamaño y medio punto. El nicho presenta una considerable profundidad y el mismo posee en la zona inferior un arco carpanel apoyado en pequeñas pilastras, sobre el que se erige un sencillo entablamento del que parte otro arco de medio punto acristalado que sirve como transparente de las reliquias de los santos,: 50  ubicadas en una urna situada en una oquedad del muro de la capilla mayor, en cuyo extremo opuesto se halla la otra cara del retablo. Frente al cristal se encuentran imágenes de bulto redondo de San Facundo y San Primitivo, obra de Canseco;: 50  ambos están vestidos de soldados romanos y aparecen enmarcados por un elaborado cortinaje el cual se abre a ambos lados gracias a dos putti (uno de ellos desaparecido), recurso empleado también en el primer cuerpo del retablo de San Juan de la seo orensana (obra de Benito Rodríguez Muxica) y en el ático del retablo de San Andrés de la Catedral de Tuy (obra de Francisco Fontenla de Villavieja).: 191  Sobre la hornacina del cuerpo se erige una muy elaborada decoración la cual parte de los pilares interiores; esta hace gala de las formas en S tan típicas del rococó, destacando en el centro un bello motivo de rocalla. Sobre esta estructura se ubica una cornisa con los extremos en un saliente muy pronunciado que se apoya en las columnas exteriores, todo lo cual sirve de base al entablamento, decorado con relieve de rocalla y coronado por un monumental ornamento también de rocalla flanqueado a ambos lados por medallones de los cuales parten pequeñas columnas rectangulares rematadas con urnas flamígeras, mientras que en el centro se alza otro pilar rectangular de dos cuerpos coronado igualmente por una urna flamígera. En lo que respecta al altar, este posee una elaborada ornamentación a base de rocalla y cuenta a ambos lados con grandes netos que sirven de punto de apoyo tanto a los pilares exteriores como a los interiores.

### Sección de la capilla mayor
En lo tocante a la otra cara del retablo, alejada de la estética habitual de Canseco debido a que el escultor tuvo que ceñirse a una traza ajena (carece de columnas salomónicas y follaje, rasgos típicos del artista leonés),: 175  esta cuenta con una altura superior con el fin de ajustarse a las dimensiones del retablo mayor. Esta parte de la estructura, concebida según José Manuel García Iglesias a modo de «horror vacui»,: 256  posee dos cuerpos y exhibe un marcado barroco churrigueresco el cual combina a la perfección con el estilo gótico del retablo mayor, facturado por Cornielles de Holanda entre 1516 y 1520. La sección inferior muestra un nicho acristalado que, al igual que el del otro extremo, funge de transparente para las reliquias de los santos, si bien en esta ocasión no hay ninguna talla frente al vidrio que impida la visión de la urna ya que las dos imágenes que la decoran se hallan a los lados, siendo estas tallas nuevamente San Facundo y San Primitivo, ambas de bulto redondo y vestidas acorde a la moda del siglo xviii, obra del taller de Canseco dada su tosquedad.: 464  Sobre ellas un rico coronamiento de rocalla da paso al segundo cuerpo, compuesto por un monumental relieve en el que se representa el martirio de ambos, hallándose el conjunto rematado por un medallón pintado en 1858 por Manuel Antonio Vales en el que se exhiben las armas del cabildo; esta obra fue financiada con parte de los 8000 duros destinados por el obispo Dámaso Egidio Iglesias Lago para el reemplazo del retablo mayor, pieza que finalmente no llegaría a ser sustituida.: 32–36 : 197 